# BB Jacquemin
 (août 2013).
Si vous disposez d'ouvrages ou d'articles de référence ou si vous connaissez des sites web de qualité traitant du thème abordé ici, merci de compléter l'article en donnant les références utiles à sa vérifiabilité et en les liant à la section « Notes et références ».
BB Jacquemin est le nom donné aux séries de locomotives électriques BB 9200 (dont 4 modifiées en BB 9700), BB 9300, BB 16000 (dont 15 modifiées en BB 16100), BB 25100, BB 25150, BB 25200 de la Société nationale des chemins de fer français en raison de l'utilisation du même type de bogie conçu par l'ingénieur André Jacquemin, ainsi que de leur ressemblance esthétique. Elles sont également surnommées BB MTE, du nom du consortium industriel qui les a construites pour le compte de la SNCF.
Les BB 20100 sont un cas très particulier, car ces 4 machines bi-fréquence, bien que très ressemblantes aux BB MTE, sont en fait des semi-prototypes construits par des entreprises suisses en utilisant seulement certains éléments mécaniques conçus par MTE. Deux seulement sont équipées de bogies Jacquemin (empattement long, 2 moteurs, transmission par arbre à cardan), les deux autres possédant des bogies monomoteurs d'un type différent. Ce ne sont donc pas à proprement parler des « BB Jacquemin », sauf pour l'aspect de la caisse.
Les BB 9400, BB 9600 et BB 30000, dotées d'une caisse plus petite et n'utilisant pas le bogie Jacquemin, ne peuvent pas figurer dans cette catégorie, malgré leur ressemblance esthétique. Elles sont surnommées « Vespa ».
Le bogie « Jacquemin » a aussi été utilisé auparavant sur les BB 12000, BB 13000 et une partie des motrices Z 5100.

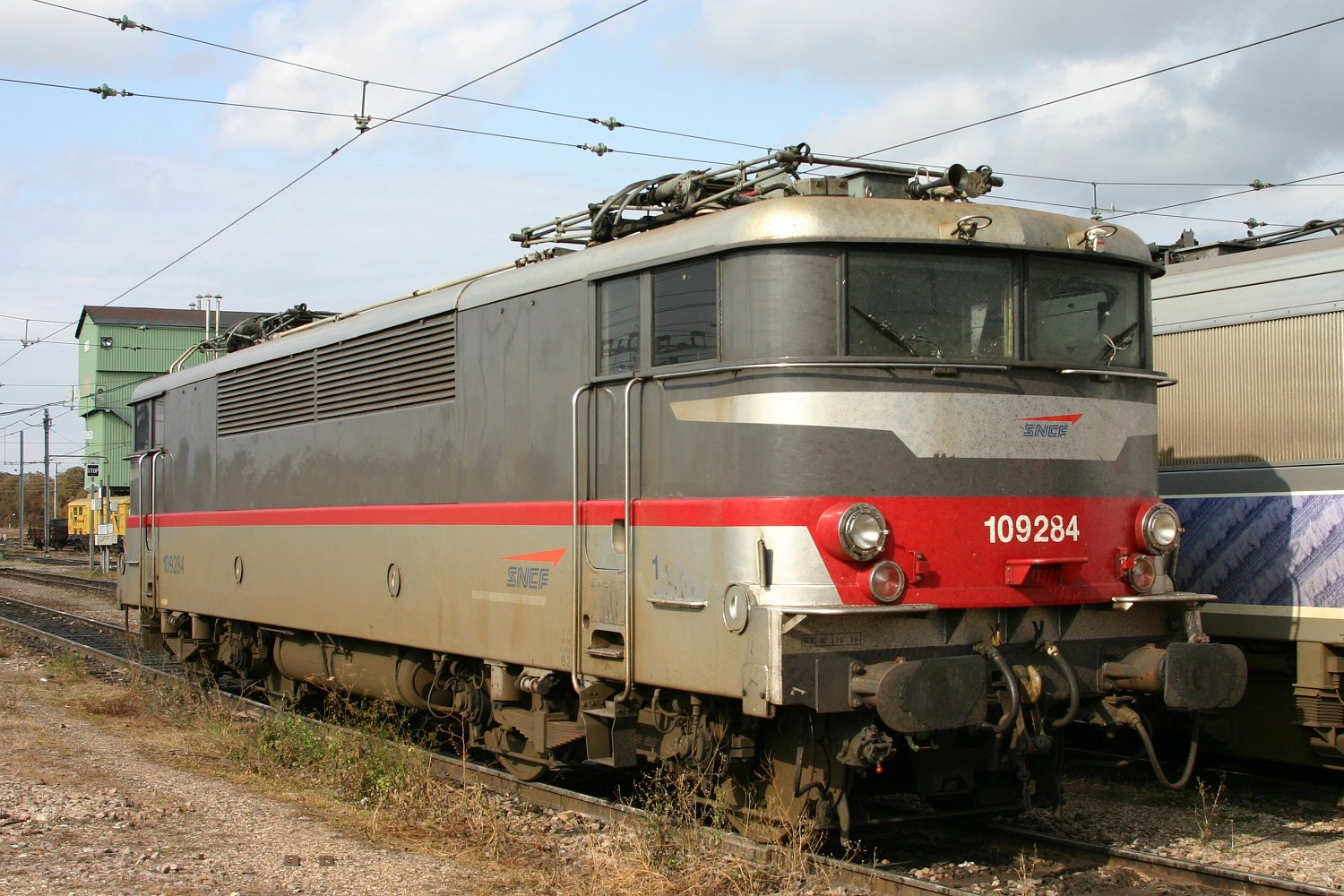
La BB 9284 sans « moustaches » dans une livrée récente.

Les prototypes de la série furent les locomotives BB 9003 (première locomotive à avoir été télécommandée) et BB 9004 (codétentrice du record du monde de vitesse en 1955 avec 331 km/h)_se reporter aussi  au numéro hors série de la revue ferroviaire"Ferrovissime" du 2ème trimestre 2018 concernant les locomotives électriques de vitesse_2ème partie_Les lévriers du rail pages 48 à 51_dont la conception des parties mécaniques est due à André Jacquemin, alors chef d'études principal à la division des études de la traction électrique (DETE), de la SNCF.

## Innovations
Côté caisse, les formes anguleuses des séries précédentes jugées trop chères ont été abandonnées au profit d'une face avant arrondie, agrémentée de moustaches, caractéristique. Mais étant trop onéreuse à la fabrication, elle fut abandonnée par la suite et c'est le peintre, sculpteur, créateur et designer Paul Arzens qui fut chargé de redessiner les caisses pour les diverses séries qui suivirent : les nez-cassés.
C'est le nouveau bogie « Jacquemin » qui comporte le plus d'innovations :
- l'effort de traction bas réduit énormément le phénomène de cabrage, qui est responsable au démarrage du patinage des roues du bogie avant : c'est ainsi que la BB 9003 de 80 tonnes put arracher un train, qu'une CC de 120 tonnes avait du mal à tirer. Cette traction basse fut possible car la caisse ne reposait pas sur le bogie par l'intermédiaire d'un pivot, mais sur des lissoirs, la rotation s'effectuant autour d'un axe fictif, l'entrainement de la caisse étant réalisé par des barres fixées très bas sur le bogie. C'est en grande partie pour cette raison, que les BB ont eu une telle vogue à l'époque d'autant qu'elles coûtaient un quart moins cher que les CC.
- la transmission par arbre à joint de cardan compacte, remplaçant celle des CC, basée sur le principe de l'arbre creux à anneau dansant.

La SNCF n'étant qu'exploitante des engins, ne put construire ces locomotives, elle en donna la responsabilité aux usines Schneider du Creusot.

## Lerecord de vitesse sur railde1955
L'origine de ce record vient du fait que les chemins de fer allemands avaient laissé entendre qu'ils allaient étudier une locomotive destinée à battre le précédent record établi le 21 février 1954, par la CC 7121 qui atteignit 243 km/h entre Dijon et Beaune, sur une nouvelle voie qu'ils devaient construire. C'est alors que le chef de la DETE, Fernand Nouvion, aidé d'André Jacquemin, concepteur des parties mécaniques des BB, avec l'aval d'Ange Parmantier, directeur du service Matériel et Traction (de 1947 à 1955), voulut battre ce record avec des locomotives non conçues pour cela et sur des voies utilisées quotidiennement par les trains.
La locomotive BB 9004 fut choisie car son aînée, la BB 9003, avait servi à de très nombreux essais, dont celui, entre autres, d'être la première locomotive à avoir été télécommandée. La SNCF demanda, d'autre part, aux responsables d'Alsthom s'ils voulaient également tenter ce record avec une de leurs CC.
Ainsi, le 28 mars 1955, la CC 7107 battait très largement le record de vitesse sur rail sur la ligne des Landes après avoir détruit son pantographe et la plupart des silentblocs en caoutchouc des transmissions moteur-essieu.
Le lendemain 29, ce fut au tour de la BB de s'élancer. À près de 300 km/h, le pantographe arrière se désintégra sous l'effet d'arcs électriques très violents, ce qui était déjà arrivé la veille à la CC. Le pantographe avant fut alors levé et la locomotive dépassa nettement la vitesse de 320 km/h enregistrée la veille. En atteignant la fin de la zone d'essai (interruption brusque de l'effort de traction), la locomotive fut prise d'un dangereux mouvement de tamis latéral et causa une déformation importante de la voie sur quelques centaines de mètres. Ce mouvement fut causé par :
- Le relâchement de l'attelage entre la locomotive et les voitures du train dû au freinage aérodynamique sur la face avant de la locomotive,
- La libération des bogies en rotation à cause de l'annulation de la tension mécanique dans les barres de traction bogie-caisse,
- Le passage au même moment sur un léger défaut de voie (ouvrage d'art ?).

Le freinage des voitures seules du train (locomotive exclue) permit de retendre l'attelage locomotive-train et de faire disparaître l'instabilité. La préparation de la locomotive BB9004 pour le record avait été prévue pour la vitesse maximum de 350 km/h. Cette vitesse qui ne put être atteinte à cause de l'incident du pantographe et de la mise en vitesse laborieuse due à l'utilisation du shuntage des moteurs de traction dès le démarrage (effort de traction diminué pour une intensité de courant donnée).
Il faut rappeler que la ligne choisie était la plus longue ligne droite de France à l'époque, entre Facture et Morcenx, que la voie était classique avec des rails éclissés reposant sur des traverses calées par du ballast un peu renforcé pour le record. L'alimentation électrique avait été renforcée en augmentant la tension électrique dans la caténaire grâce à l'installation de sous-stations supplémentaires provisoires et en augmentant aussi la tension dans la ligne électrique d'alimentation HT de celles-ci. 
Pour des raisons politiques et commerciales, les deux locomotives furent créditées de la même vitesse : 331 km/h, bien que la CC n'ait atteint qu'environ 321 km/h.[réf. souhaitée]
Les principales modifications apportées pour ce record étaient : le changement du rapport des engrenages moteur-essieu, des roues monobloc (sans bandage agrafé à la roue), des pantographes améliorés permettant de capter une plus grande intensité de courant, et une grande quantité d'appareils de mesure.

## Galerie de photographies

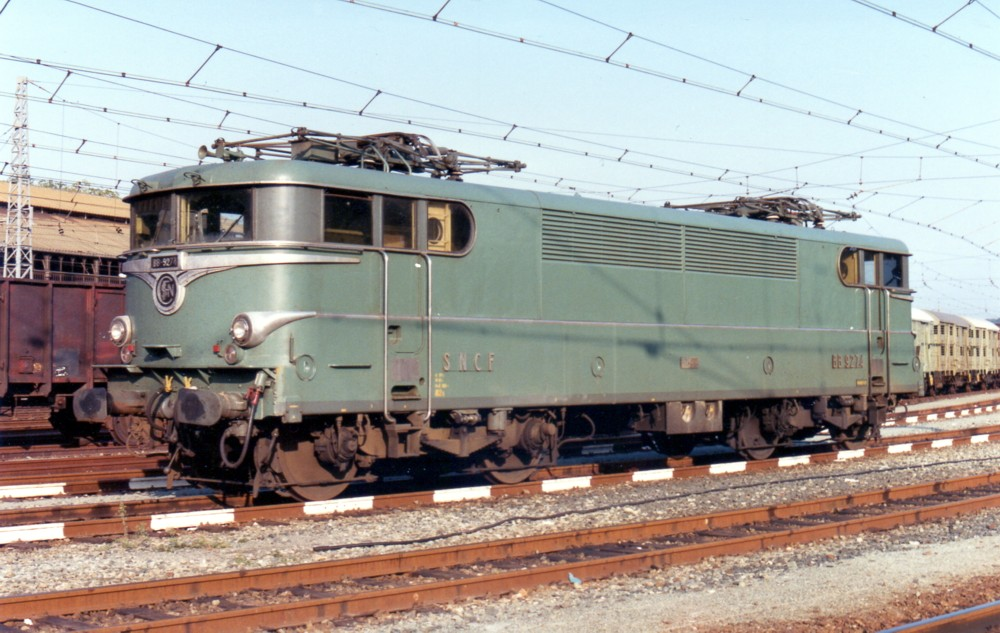
BB 9200
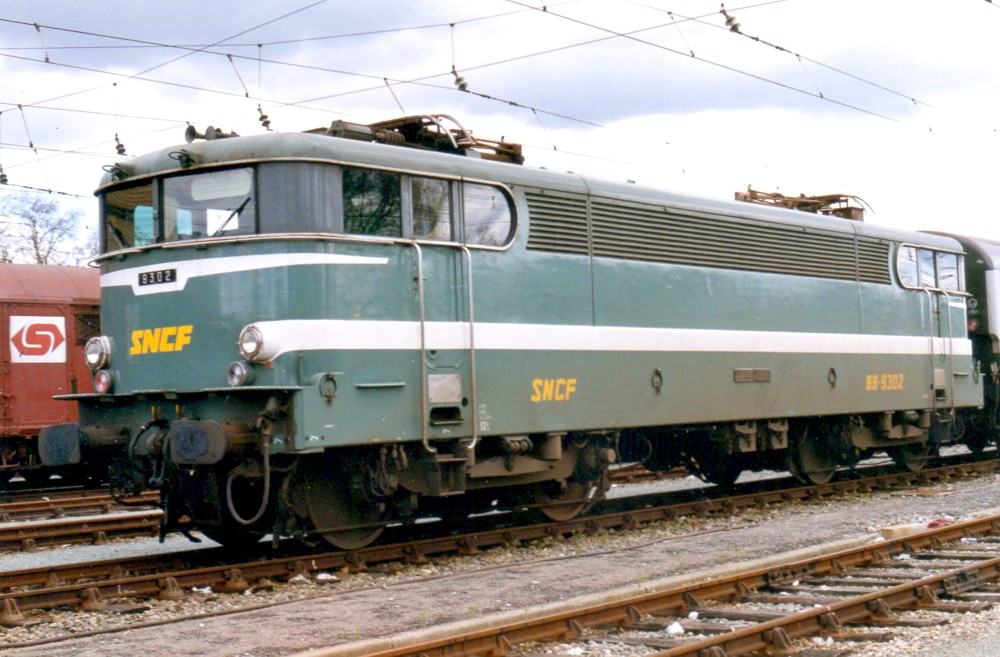
BB 9300
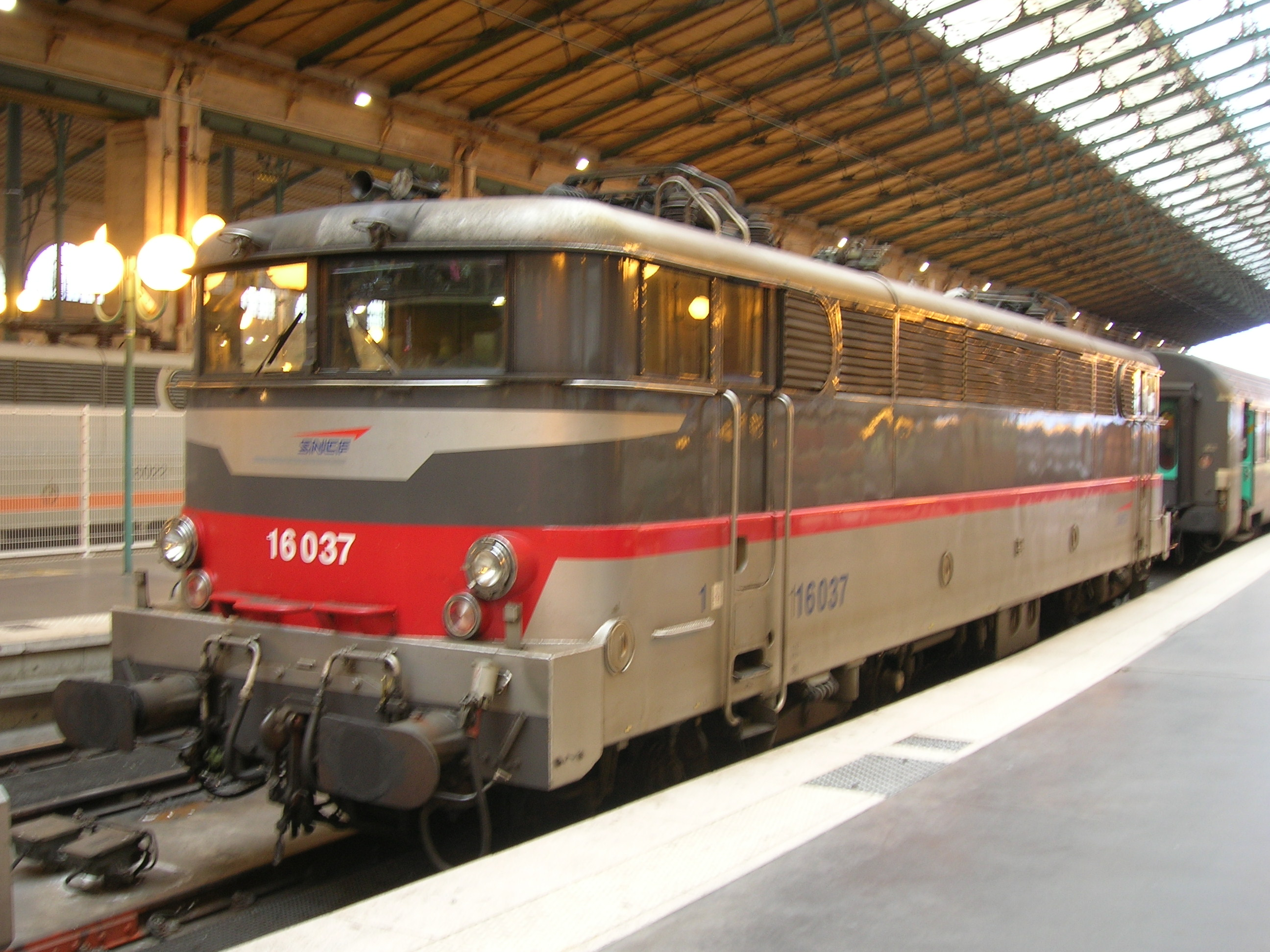
BB 16000
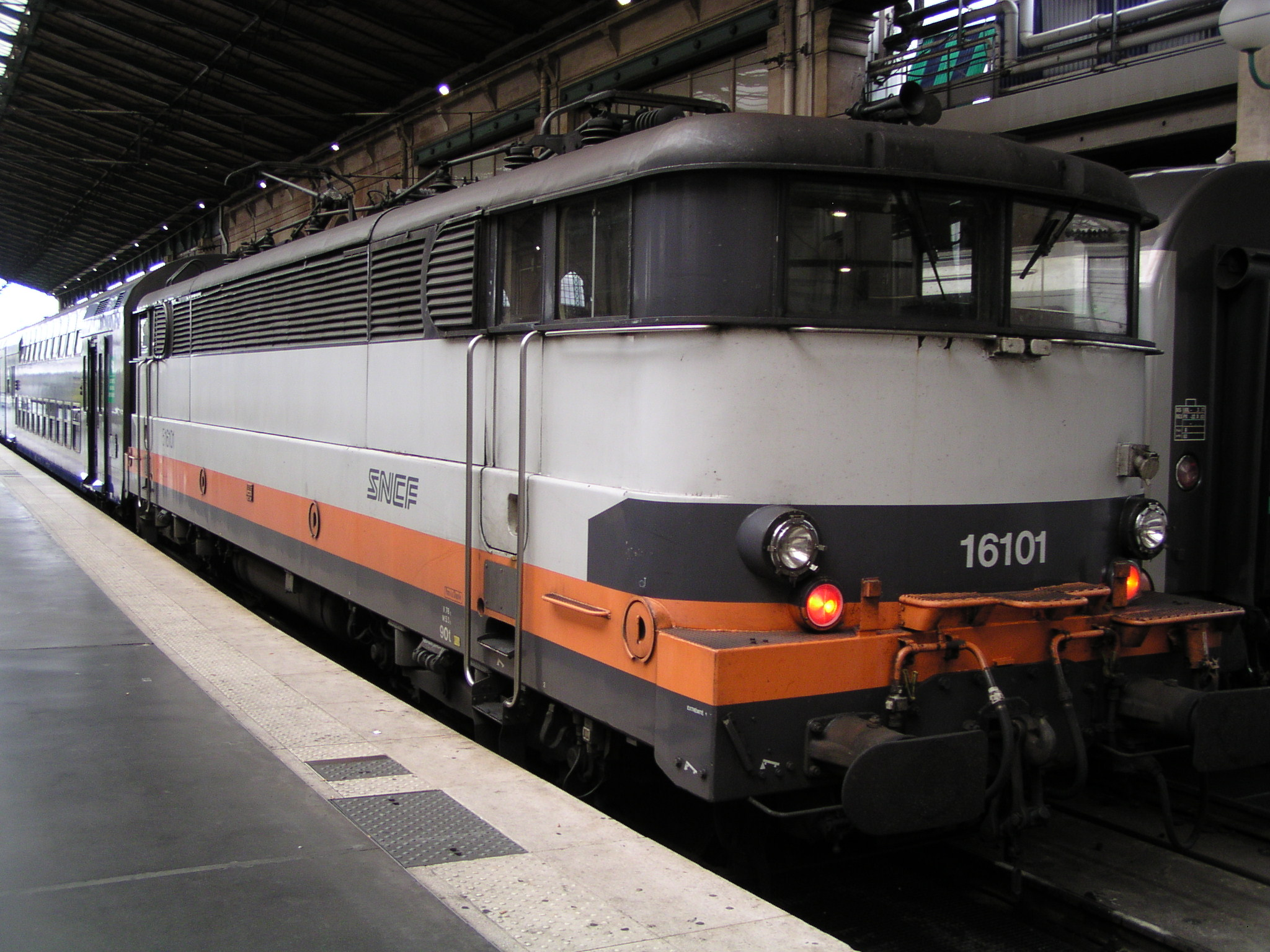
BB 16100
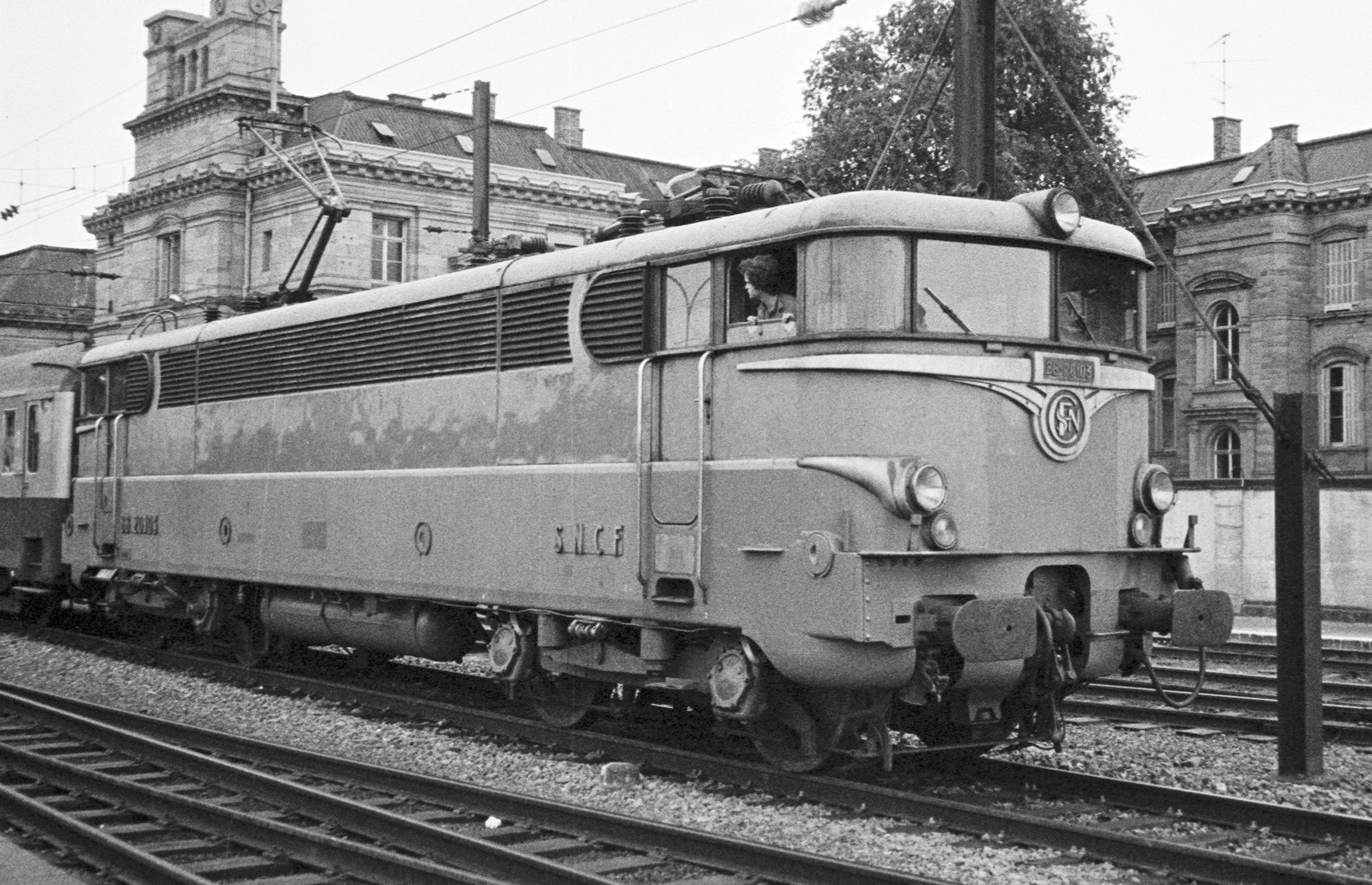
BB 20100
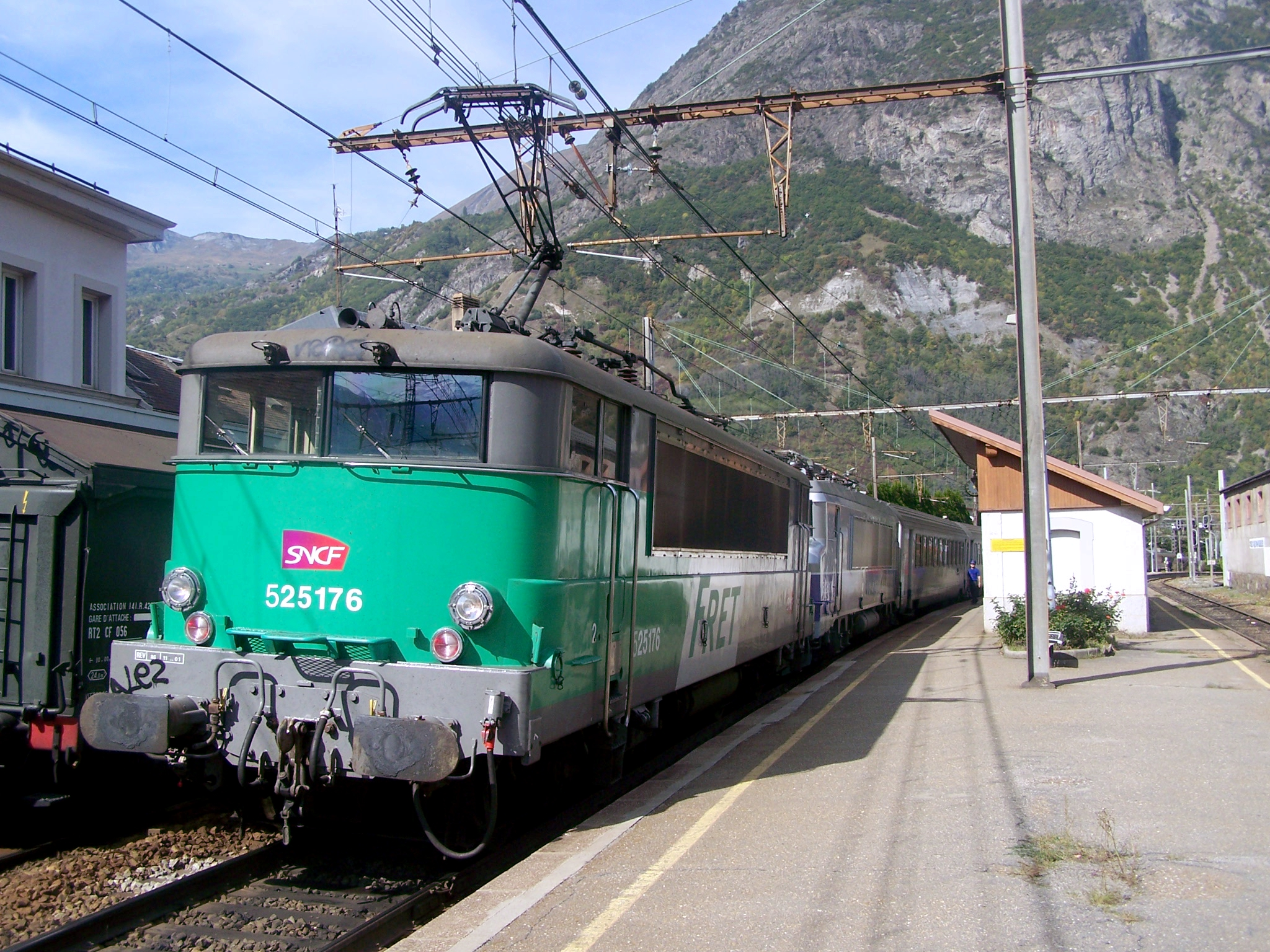
BB 25150
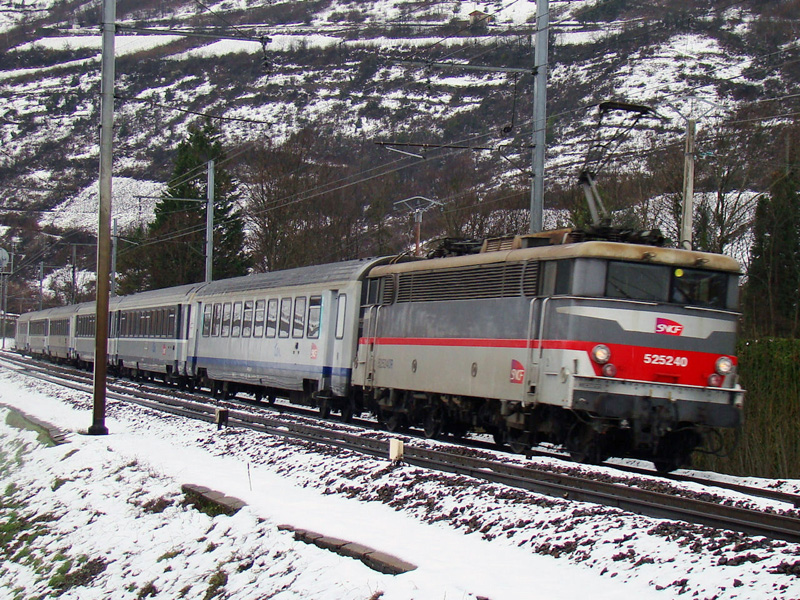
BB 25200